# Chó Malaklisi Aksaray
Chó Malaklısı Aksaray, còn được gọi với cái tên khác là Chó Mastiff Thổ Nhĩ Kỳ hoặc Chó chăn cừu Trung Anatolian, là một giống chó Thổ Nhĩ Kỳ có kích thước lớn thuộc loại chó bảo vệ loại Molosser. Loài này có nguồn gốc từ thành phố trung tâm Anatolia của Aksaray, Thổ Nhĩ Kỳ. Aksaray Malaklısı là loài chó giống chó chăn cừu Anatolian lớn nhất, vượt trội so với chó Kangal. Tên của chúng bắt nguồn từ một từ Thổ Nhĩ Kỳ được sử dụng tại Aksaray, "malak" có nghĩa là môi và "malaklı" có nghĩa là "với môi" do đôi môi màu đen, xệ xuống, đáng chú ý của giống chó.

## Ngoại hình
Chó Malaklısı Aksaray có vẻ ngoại tương tự như Chó Mastiff Anh và Chó Kangal, mặc dù có một số khác biệt lớn về ngoại hình. Kangal có chân và cơ thể mỏng hơn và Aksaray có đôi môi xệ xuống. Nó có chân dài hơn chó Mastiff Anh và một hình dáng cơ thể vạm vỡ.